# Echipa națională de fotbal a Republicii Democrate Congo
Echipa națională de fotbal a Republicii Democratice Congo (în trecut cunoscută ca Echipa națională de fotbal a Zairului) reprezintă statul în competițiile fotbalistice și este controlată de Federația de Fotbal a Republicii Democratice Congo, forul ce guvernează acest sport în țară.
S-a calificat de cinsprezece ori la Cupa Africii pe Națiuni și a câștigat edițiile din 1968 și 1974. La Campionatul Mondial a ajuns o singură dată, în 1974.

## Campionate mondiale
- 1930 până în 1970 - nu a intrat
- 1974 - Grupe
- 1978 până în 1982 - nu s-a calificat
- 1986 - nu a intrat
- 1990 până în 2010 - nu s-a calificat

## Cupa Africii

### Tabelul echipelor participante
| 1957 | nu a intrat | 1976 | Prima rundă      | 1994 | Sferturi         |
| 1959 | nu a intrat | 1978 | nu a intrat      | 1996 | Sferturi         |
| 1962 | nu a intrat | 1980 | nu s-a calificat | 1998 | Locul 3          |
| 1963 | nu a intrat | 1982 | nu s-a calificat | 2000 | Prima rundă      |
| 1965 | Prima rundă | 1984 | a renunțat       | 2002 | Sferturi         |
| 1968 | Campioni    | 1986 | nu s-a calificat | 2004 | Prima rundă      |
| 1970 | Prima rundă | 1988 | Prima rundă      | 2006 | Sferturi         |
| 1972 | Locul 4     | 1990 | nu s-a calificat | 2008 | nu s-a calificat |
| 1974 | Campioni    | 1992 | Sferturi         | 2010 | nu s-a calificat |

## Antrenori notabili
- Blagoja Vidinić (1974)
- Ștefan Stănculescu (1974–1975)
- Otto Pfister (1985-1989)
- Jean-Santos Muntubila (1995), (1996-1997), (2001)
- Muhsin Ertuğral (1995-1996)
- Eugène Kabongo (2002)
- Mick Wadsworth (2003-2004)
- Claude Le Roy (2004-2006)
- Henri Depireux (2006-2007)
- Patrice Neveu (2008-2010)
- Robert Nouzaret (2010-prezent)

## Jucători notaili
- René Makondele
- Shabani Nonda
- Etepe Kakoko
- Lomana LuaLua
- Mbala Mbuta Biscotte
- Cedrick Makiadi
- Michél Mazingu-Dinzey
- Dieumerci Mbokani

## Lotul actual
|  | P | Mulopo Kudimbana         | 21 ianuarie 1987 (38 de ani)   | 4  | 0  | Anderlecht            |  |  |
|  | P | Parfait Mandanda         | 10 noiembrie 1989 (35 de ani)  | 4  | 0  | Altay                 |  |  |
|  | P | Muteba Kidiaba           | 1 februarie 1976 (49 de ani)   | 21 | 0  | Mazembe               |  |  |
|  |   |                          |                                |    |    |                       |  |  |
|  | F | Cédric Mongongu          | 22 iunie 1989 (36 de ani)      | 9  | 0  | Monaco                |  |  |
|  | F | Joël Sami                | 13 noiembrie 1984 (40 de ani)  | 6  | 0  | Nancy                 |  |  |
|  | F | Christian Kinkela        | 25 mai 1982 (43 de ani)        | 5  | 0  | AC Ajaccio            |  |  |
|  | F | Larrys Mabiala           | 8 august 1987 (37 de ani)      | 9  | 0  | Nice                  |  |  |
|  | F | Christopher Mfuyi        | 3 iulie 1989 (36 de ani)       | 2  | 0  | Valenciennes FC       |  |  |
|  | F | Assani Lukimya-Mulongoti | 25 ianuarie 1986 (39 de ani)   | 2  | 0  | Fortuna Düsseldorf    |  |  |
|  | F | Gabriel Zakuani          | 31 mai 1986 (39 de ani)        | 1  | 0  | Peterborough United   |  |  |
|  | F | Hérita Ilunga            | 25 februarie 1982 (43 de ani)  | 31 | 2  | West Ham United       |  |  |
|  | F | Rodrigue Dikaba          | 28 octombrie 1985 (39 de ani)  | 10 | 0  | Ceahlăul Piatra Neamț |  |  |
|  | F | Gladys Bokese            | 12 septembrie 1981 (43 de ani) | 25 | 0  | Motema Pembe          |  |  |
|  | F | Miala Nkulukutu          | 6 septembrie 1982 (42 de ani)  | 18 | 0  | Mazembe               |  |  |
|  | F | Joël Kimwaki             | 14 octombrie 1986 (38 de ani)  | 4  | 0  | Mazembe               |  |  |
|  |   |                          |                                |    |    |                       |  |  |
|  | M | Yannick Bapupa           | 21 ianuarie 1982 (43 de ani)   | 4  | 0  | Kalmar                |  |  |
|  | M | René Makondele           | 20 aprilie 1982 (43 de ani)    | 7  | 1  | Häcken                |  |  |
|  | M | Marcel Kimemba Mbayo     | 23 aprilie 1978 (47 de ani)    | 31 | 3  | Lokeren               |  |  |
|  | M | Tsholola Tshinyama       | 12 decembrie 1980 (44 de ani)  | 36 | 1  | Lokeren               |  |  |
|  | M | Zola Matumona            | 26 noiembrie 1981 (43 de ani)  | 30 | 7  | RAEC Mons             |  |  |
|  | M | Cedric Makiadi           | 23 februarie 1984 (41 de ani)  | 8  | 2  | SC Freiburg           |  |  |
|  | M | Distel Zola              | 5 februarie 1989 (36 de ani)   | 2  | 0  | Laval                 |  |  |
|  | M | Mutamba Milambo          | 1 ianuarie 1984 (41 de ani)    | 26 | 0  | AS Cannes             |  |  |
|  | M | Toko Nzuzi               | 20 decembrie 1990 (34 de ani)  | 2  | 0  | Grasshopper           |  |  |
|  | M | Bedi Mbenza              | 11 noiembrie 1984 (40 de ani)  | 4  | 2  | Mazembe               |  |  |
|  | M | Eric Bokanga             | 9 octombrie 1988 (36 de ani)   | 3  | 0  | Standard Liège        |  |  |
|  | M | Jacques Maghoma          | 23 octombrie 1987 (37 de ani)  | 2  | 0  | Burton Albion         |  |  |
|  | M | Steve Zakuani            | 9 februarie 1988 (37 de ani)   | 1  | 0  | Seattle Sounders FC   |  |  |
|  |   |                          |                                |    |    |                       |  |  |
|  | A | Lomana LuaLua            | 28 decembrie 1980 (44 de ani)  | 27 | 6  | Omonia                |  |  |
|  | A | Lelo Mbele               | 10 august 1987 (37 de ani)     | 12 | 1  | Al-Hilal              |  |  |
|  | A | Shabani Nonda            | 6 martie 1977 (48 de ani)      | 21 | 14 | Galatasaray           |  |  |
|  | A | Dieumerci Mbokani        | 22 octombrie 1985 (39 de ani)  | 15 | 5  | Monaco                |  |  |
|  | A | Tresor Mputu             | 10 decembrie 1985 (39 de ani)  | 22 | 7  | Mazembe               |  |  |
|  | A | Serge Lofo Bongeli       | 14 aprilie 1980 (45 de ani)    | 4  | 0  | Rot-Weiß Ahlen        |  |  |